# Postal III
Postal III (стилизовано, как PostaLIII ) — компьютерная игра в жанре шутера от третьего лица, разработанная российской игровой студией TrashMasters Studios и изданная в России компанией Акелла. Релиз игры состоялся 23 декабря 2011 года для Windows. Это третья основная игра в серии Postal, в конечном итоге вышедшая лишь для Windows. Postal III изначально должна была выйти на игровые консоли Xbox 360 и PlayStation 3, однако этого не произошло из-за нехватки средств.
В Postal III главный герой игры, Чувак, переезжает из города Парадиз в соседний город — Катарсис. В отличие от Postal 2, в игре не была использована технология Unreal Engine, игра разработана на движке Source от Valve.
Первоначально Postal III являлась прямым продолжением игры Postal 2, однако из-за отказа в передаче прав игры обратно и отрицательных отзывов критиков и игроков отныне позиционируется создателями лишь как спин-офф серии. Данный факт также подтверждается в дополнении к второй части, под названием Postal 2: Paradise Lost, вышедшем в апреле 2015 года в качестве официального продолжения второй игры.
Несмотря на критический провал, игра была финансово успешна, и принесла немалый доход Акелле. Для игры были выпущены многочисленные патчи, но они не смогли до конца исправить все, а кое-где даже навредили. Третья игра продалась тиражом в 800 тысяч копий.
Четвёртая часть серии, Postal 4: No Regerts была анонсирована 14 октября 2019 года и в тот же день выпущена в ранний доступ, а официальный релиз состоялся 20 апреля 2022 года. Игра получила также негативные отзывы.

## Сюжет
Postal III включает в себя выступления широкого круга мелких знаменитостей, в том числе Рона Джереми, Дженнифер Уолкотт и Рэнди Джонс. В игре также присутствуют персонажи, изображающие Уве Болла (режиссера фильма «Постал» 2007 года), Сергея Мавроди, Усаму бен Ладена и Уго Чавеса.
Провалив свой первый рабочий день в компании разработчиков компьютерных игр и спустя неделю случайно взорвав город Парадайз, Чувак вместе со своим псом оказывается в городке с ироничным названием Катарсис. К несчастью, из-за глобального экономического кризиса, психованных экстремистов-«экотологов», лицемерного и коррумпированного правительства, жизнь в Катарсисе немногим лучше предыдущего места обитания Чувака. Здесь он меняет одну неоплачиваемую работу на другую, чтобы хоть как-то свести концы с концами. Чуваку ничто по жизни не давалось легко, и в этот раз на его пути встают то полицейские, то экофанатки, то байкеры-геи и даже разъярённый барсук. Но выбор остаётся всегда. Изберёт ли Чувак путь добра, вступив в ряды полицейских для защиты города, или вновь наполнит эти улицы кровью и безумием, став охотником на других и одновременно превратившись в добычу? Решать предстоит игроку.
В ходе игры игрок может выбрать один из двух путей: «плохой путь», который включает в себя участие в махинациях мэра Гомо и дяди Дэйва, или «хороший путь», который предполагает вступление Чувака в ряды полиции Катарсиса. Игра проходит достаточно линейно и кинематографично, но действия игрока влияют на исход сюжета и игры. Хотя «добрый путь» сложнее в игре, он предлагает больше сюжетных линий и более продолжительную кампанию.
В игре есть три концовки, в которых Чувак должен спастись от надвигающегося венесуэльского вторжения с Уго Чавесом во главе.
Плохая концовка: Спасаясь от Катарсиса на волоске и оставляя Гомо, Дэйва и Бен Ладена на милость хоккейных мам, Чувак попадает в руки правоохранительных органов, которые быстро выносят ему и его собаке смертный приговор за убийство. Его обращение к небесам полностью проваливается, и Чувака отправляют в ад.
Нейтральная концовка: Чуваку удается бежать из Катарсиса, не прибегая к убийству и не верша правосудие, и он встречает Дженнифер «Джен» Уолкотт, которая пытается угнать его машину, но вместо этого выходит за него замуж и наслаждается медовым месяцем в Перу. Он выигрывает в лотерею и выпускает книгу-бестселлер, в которой подробно описывает свой личный взгляд на подвиги в Postal 2. Во время интервью в ток-шоу Чамп кусает ведущего ток-шоу.
Хорошая концовка: Спасая мир от Уго Чавеса, Чувак становится одним из самых популярных и в то же время противоречивых героев американской истории. В итоге он становится президентом США, а Джен Уолкотт — его женой и главой Секретной службы, которая раздражает обе стороны политического спектра. Когда он переезжает в Белый дом, некая ядерная кнопка приводит в действие его внутреннего психопата.
Независимо от концовки, Чувак произносит фразу: «Я ни о чем не жалею!».

## Игровой процесс
Postal III является линейным шутером от третьего лица, в отличие от Postal 2, имеющего свободный стиль повествования с видом от первого лица, и от изометрической Postal.
Система боя значительно отличается от боевой части Postal 2: в игре появилась перезарядка и приближение камеры. Теперь убить мгновенно можно только выстрелом в голову, либо отстрелив конечность. Также была добавлена система укрытий: Чувак использует укрытие по желанию игрока, откуда может вести прицельную стрельбу или стрельбу наугад. Появилась система регенерации здоровья.
Игру можно пройти двумя способами: Добрый или Злой (с возможными подвидами — Святой и Безумный). Визуальное отображение этой концепции, а также возможность смены пути, реализовано при помощи кармаметра. У кармаметра есть 2 диаметрально противоположных статуса: положительная и отрицательная карма. Положительная позволяет проходить игру по доброму пути, отрицательная по злому. За каждое убийство у вас понижается положительная карма (или повышается отрицательная), за каждого арестованного или парализованного преступника — понижается отрицательная карма. В игре появились битвы с боссами, каждые из которых по-своему уникальны. Главная задача состоит в том, чтобы победить своего главного врага, то есть себя.
Так как вся игра линейна, возможность свободно перемещаться между локациями была удалена из игры. Свободный режим был восстановлен в виде режима «свободная прогулка» в третьем патче для игры.

### Мультиплеер
На ранней стадии разработки было объявлено, что мультиплеер выйдет в виде DLC, однако после выпуска игры мультиплеер в игре не появился.

## Критика
| Сводный рейтинг       | Сводный рейтинг            |
| Агрегатор             | Оценка                     |
| --------------------- | -------------------------- |
| GameRankings          | 30,75 %                    |
| Metacritic            | 24/100 (20 обзоров)        |
| MobyRank              | 25/100                     |
| Иноязычные издания    |                            |
| Издание               | Оценка                     |
| AllGame               | [ 16 ]                     |
| Game Informer         | 1,0/10                     |
| GameSpot              | 3,0/10                     |
| GameSpy               | [ 19 ]                     |
| IGN                   | 5,5/10                     |
| Русскоязычные издания |                            |
| Издание               | Оценка                     |
| Absolute Games        | 5 %                        |
| PlayGround.ru         | 5,9/10                     |
| «Игромания»           | 1/5 (сайт) 1,5/10 (журнал) |

В целом, игра Postal III была принята аудиторией неоднозначно, в значительной степени негативно. Негативные отзывы были в основном связаны с геймплеем, сюжетом и технической реализацией. Однако, несмотря на критику, журналисты среди плюсов игры выделяют: графику, чёрный юмор, дизайн карты и саундтрек.
В рецензии от игрового портала Absolute Games игра получила оценку 5 % — «Ощущение, что игру делала группа школьников, увлекающихся программированием, не отпускает до самого конца».
В рецензии от игрового портала Playground игре дали 5.9 из 10, при этом добавив: «Плюсы: иронично и местами забавно; местами симпатичный дизайн; брутальность, много миссий; ближний бой; искусственный интеллект; саундтрек по большей части хорош. Вердикт: хуже второй части».
GameSpot поставил игре оценку 3/10, а Game Informer также обрушился на игру, поставив ей оценку 1/10 и заявив, что «люди, создавшие Postal III, не обладают писательским талантом, чтобы подкрепить свои изрыгания. Как выяснилось, у них также нет навыков дизайна и программирования, чтобы создать стабильную игру. Это делает ее одной из немногих игр, получивших столь низкий балл».
Original Gamer дал положительную рецензию, поставив игре оценку 7,5, решив, что это «хорошая игра, но не великая». Рецензент похвалил сюжетную линию, широкий выбор оружия и креативность, но при этом отметил «линейный дизайн уровней и геймплей» и пожаловался, что «требуется некоторое время, чтобы добраться до сути игры». Он также отметил, что в игре используются хорошие и плохие пути, которые, по его мнению, несправедливо отдают предпочтение хорошему пути, решив, что игра «наказывает вас за то, что вы плохие, тем, что сама плохая». В заключение он сказал, что «веселье в Postal 3 есть, просто для этого нужно немного потрудиться».
В гораздо более положительной рецензии QJ.Net заявил, что игра «одна из самых интересно написанных, психотических и вредных игр, в которые я когда-либо играл», и что разработчики «закончили продукт, который хорошо выглядит, отлично звучит и часто бывает забавным», но также пожаловался, что их «опыт был омрачен постоянными сбоями и большим количеством графических глюков», а также пожаловался, что игра часто выглядит «злобной и бездушной».
В интернет-магазине игр Steam игра имеет 43% положительных отзывов, что указывает на «смешанный приём».

### Реакция разработчиков
В интервью, данном примерно через месяц после выхода игры, Винс Дези, глава компании Running with Scissors, признался, что «реакция фанатов была неоднозначной» на Postal III, а также заявил, что большинство жалоб касалось того, что в игре «слишком много ошибок». Дези признал, что ему было тяжело слышать от «ярых фанатов их жалобы», но, тем не менее, подчеркнул, что разработчики «делали обновления, чтобы исправить многие проблемы», а также заявил, что люди, купившие игру в то время, получат «гораздо лучшие впечатления». Он также отметил, что хотя Running with Scissors «создал очень большую сложную игру с большим разнообразием», их команда разработчиков и издатель «находились под огромным давлением и решили выпустить другую игру, что-то, что они могут предоставить». Тем не менее, он отметил, что «рад, что издатель очень старался внести необходимые улучшения» после первоначального приема игры. Он также отметил, что они намерены «убедиться, что геймеры получат от Postal III лучшее, чего они заслуживают».
25 августа 2012 года разработчик и владелец франшизы Postal компания Running with Scissors удалила Postal III из своего магазина, заявив, что это было сделано «в интересах сообщества Postal», и призвала геймеров вместо этого приобрести их предыдущие игры, заявив, что они «гораздо более качественный продукт за гораздо меньшие деньги». Это произошло после того, как стало известно, что отношения Running with Scissors с компанией «Акелла» испортились и что они больше не имеют никакого реального отношения к будущей разработке Postal III.
Running with Scissors объяснила ситуацию, заявив, что Postal III «была лицензирована российскому издателю и разработчику, которые должны были создать игру по нашему проекту, с гораздо большей командой и бюджетом, чем у нас были для Postal 2. Даже если принять во внимание эти факты, все вышло не очень хорошо. Это была ошибка, которую мы больше не повторим». Они также добавили, что «после катастрофы, которую потерпела Postal III из-за ошибки аутсорсинга, мы решили сделать следующую игру на 100 % своими силами».
Более позднее интервью с сотрудником Running with Scissors Джоном Мерчантом прояснило ситуацию, заявив, что «у Акеллы было гораздо больше ресурсов, чем у нас для Postal 2, поэтому в то время казалось разумным, что они смогут создать игру, которая, по крайней мере, будет равна той, которую мы сделали своими силами. Все начиналось хорошо, но я думаю, что они сильно пострадали от экономических проблем 2007-8 годов, и с тех пор все пошло по наклонной. Конечный продукт был очень далек от нашего первоначального дизайна и ужасно сломан». Он также прокомментировал, что «игра представляет собой беспорядок и не должна продаваться. Мы сами перестали продавать игру некоторое время назад, когда стало очевидно, что ни мы, ни сообщество не получим инструменты SDK. Мы не считаем ее третьей игрой в серии, это просто сомнительное ответвление, которое никогда не должно было произойти».
Винс Дези подытожил ситуацию в интервью 2013 года, сказав, что «некоторые сделки работают, некоторые нет, Postal III провалилась по многим причинам. Хуже всего, что мы потеряли контроль над проектом, и это стало началом этого сомнительного праздника. Исторически у нас были отличные отношения с „Акеллой“, нашим российским издателем, и, к слову, ребята там были хорошими людьми, и я считаю их своими друзьями, несмотря на фиаско Postal III… Это свидетельство фанатов Postal по всему миру, которые продемонстрировали свою верную поддержку, несмотря ни на какие трудности и препятствия, что позволяет нам продолжать».
В Postal 2: Paradise Lost, расширении 2015 года для Postal 2, разработанном Running With Scissors, события Postal III были объяснены как часть сновидения, приснившегося Чуваку; он случайно врезался на своей машине в знак «стоп» и впал в 11-летнюю кому от полученной травмы. Кори Круз повторно играет свою роль в расширении, озвучивая альтернативного Чувака вместе с оригинальным актером Риком Хантером.
В FAQ для раннего доступа к Postal 4: No Regerts компания Running with Scissors пообещала, что игра «не будет таким провалом, как Postal III».

## Выпуск Postal III
Игра должна была выйти через платформу цифровой дистрибуции Steam 20 декабря 2011 года. Однако основной релиз был отложен; некоторые пользователи смогли получить игру через витрину GameFly. Официально игра вышла 23 декабря. В России игра вышла в авторском одноголосом озвучивании от «Кураж — Бамбей», все роли в ней озвучил Денис Колесников. Игра Postal III вышла в России в четырёх вариантах.
| I   | Стандартное издание        | Диск с игрой | -                  | -                       | -                     | -                        | -                  | -                       | -                 | -                       |
| II  | Подарочное издание         | Диск с игрой | Диск с саундтреком | Диск с видео making of… | Магнит Кротчи         | Руководство пользователя | Карта Катарсиса А2 | -                       | -                 | -                       |
| III | Коллекционное издание      | Диск с игрой | Диск с саундтреком | Диск с видео making of… | Магнит Кротчи         | Руководство пользователя | Карта Катарсиса А2 | Диск с фильмом «Постал» | Красочный арт-бук | Плюшевая игрушка Кротчи |
| IV  | Pink Ultra Limited Edition | Диск с игрой | Диск с саундтреком | Диск с видео making of… | Магнит РОЗОВЫЙ Кротчи | Руководство пользователя | Карта Катарсиса А2 | Диск с фильмом «Постал» | Красочный арт-бук | Плюшевая игрушка Кротчи |

## Продажи
Летом 2018 года, благодаря уязвимости в защите Steam Web API, стало известно, что точное количество пользователей сервиса Steam, которые играли в игру хотя бы один раз, составляет 84 486 человек.
К 2023 году игра продалась тиражом в 800 тысяч копий.